# Thea Bauriedl
Thea Bauriedl (* 25. Juli 1938 in Berlin als Theodore Kraus; † 24. November 2022 in München) war eine deutsche Psychologin und Psychoanalytikerin. Sie betrieb eine Praxis und lehrte Klinische Psychologie an der Ludwig-Maximilians-Universität München. Sie gilt als Begründerin der Beziehungsanalyse, einer Weiterentwicklung der Psychoanalyse als Beziehungstheorie. Sie war Mitherausgeberin der Zeitschrift für Politische Psychoanalyse und im Beirat der Humanistischen Union. Des Weiteren war sie Mitglied im wissenschaftlichen Beirat von Attac.

## Leben und Werk
Thea Bauriedl besuchte Schulen in Tirol, Oberbayern und München, die sie 1956 mit dem Abitur beendete. Anschließend studierte sie Musik in München und Sprachen in Genf. 1966 begann sie Psychologie, Philosophie und Psychopathologie zu studieren. Bauriedl war von 1971 bis 1975 Assistentin am Institut für Psychologie der Ludwig-Maximilians-Universität München. 1975 promovierte sie mit einer Arbeit über Theoretische Probleme der ichpsychologischen Diagnostik. Von 1971 bis 1978 machte sie in München eine Ausbildung als Psychoanalytikerin. 1985 habilitierte sie sich in München. Seit 1981 ist Thea Bauriedl an der Münchner Akademie für Psychoanalyse und Psychotherapie in Ausbildung und Lehre tätig. Seit 1986 leitet sie das von ihr aufgebaute Institut für Politische Psychoanalyse. Seit 1989 ist sie Lehranalytikerin. Bauriedl hält zahlreiche Funktionen und Ehrenämter, insbesondere im Bereich der Friedens- und Konfliktforschung.
Bauriedl war seit Beginn ihrer Studien an Beziehungen und deren Analyse interessiert. Sie bezog Stellung zum psychotherapeutischen Prozess, zu Fragen der analytischen Abstinenz und der Ethik. Sie publizierte insbesondere zu allen Facetten von Beziehungen und Paartherapie, ohne Couch, und setzte sich mit manipulativen und suggestiven Methoden der Psychotherapie auseinander.
Bauriedls Konzept der Beziehungsanalyse versteht sich als Weiterentwicklung der Objektbeziehungstheorie nach Melanie Klein und kann als verwandt mit dem in den 1970ern in den Vereinigten Staaten entstandenen Konzept der Interpersonellen Psychoanalyse nach Erik H. Erikson oder Harry Stack Sullivan angesehen werden. Die Patient-Therapeut-Beziehung wird als weitgehend symmetrisch angesehen, es besteht eine weitgehend unbewusste Verflechtung von Übertragung und Gegenübertragung. Bauriedls zentraler Beitrag zu den Wirkmechanismen dieser Therapieform lautet: „Die Veränderung beginnt im Therapeuten.“ Bauriedl lenkte die Aufmerksamkeit des akademischen Diskurses damit auf durchaus praktische Fragen, wie Setting und Abstinenz. Der Analytiker muss sich laut Bauriedl immer wieder in jenen Zustand inneren Gleichgewichts bringen und so dem Analysanden einen psychischen Freiraum anbieten, in dem dieser – in freier Assoziation nach Freud – bisher verdrängte Gefühle und Fantasien in sich finden, benennen und dadurch integrieren kann.
Bauriedl war von 1960 bis 1975 mit dem Musikverleger Ruprecht Bauriedl (1927–2018) verheiratet; aus der Ehe stammen zwei Töchter. In zweiter Ehe war sie ab 1982 mit dem Psychoanalytiker Friedrich Wölpert (1949–2018) verheiratet und hatte mit ihm einen Sohn.

## Werke
Bücher als Einzelautorin
- 1980: Beziehungsanalyse. Das dialektisch-emanzipatorische Prinzip der Psychoanalyse und seine Konsequenzen für die Familientherapie. Suhrkamp, 1980, ISBN 3-518072919.
- 1982: Zwischen Anpassung und Konflikt. Theoretische Probleme der ichpsychologischen Diagnostik. Vandenhoeck & Ruprecht, Göttingen 1982, ISBN 3-525454066.
- 1985: Psychoanalyse ohne Couch. Zur Theorie und Praxis der angewandten Psychoanalyse. Urban und Schwarzenberg, München 1985, ISBN 3-54114341X.
- 1986: Die Wiederkehr des Verdrängten. Psychoanalyse, Politik und der einzelne. Piper, 1986, ISBN 3-492030254. Neuausg. Piper, 1988, ISBN 3-49210892X.
- 1988: Das Leben riskieren. Psychoanalytische Perspektiven des politischen Widerstands. Piper 1988, ISBN 3-492032044.
- 1992: Wege aus der Gewalt. Analyse von Beziehungen. Herder, Freiburg 1992, ISBN 3-451041294.
  - 2001: Wege aus der Gewalt. Die Befreiung aus dem Netz der Feindbilder. Vollst. neu bearb. Ausgabe, Herder, 2001, ISBN 3-451051478.
- 1994: Auch ohne Couch. Psychoanalyse als Beziehungstheorie und ihre Anwendungen. Verlag Internationale Psychoanalyse, Stuttgart 1994, ISBN 3-608917004.
  - 4. Auflage, Klett-Cotta, Stuttgart 1999, ISBN 3-608942149.
- 1996: Leben in Beziehungen. Von der Notwendigkeit, Grenzen zu finden. Herder, Freiburg 1996, ISBN 3-451044838.

 Beiträge in Sammelwerken und Zeitschriften 
- Balint-Gruppen. In: Wolfgang Mertens: Psychoanalyse. Ein Handbuch in Schlüsselbegriffen. Urban & Schwarzenberg, München 1983, S. 112–122.
- Geht das revolutionäre Potential der Psychoanalyse verloren? Gedanken zur politischen Bedeutung der Psychoanalyse und zum politischen Engagement der Psychoanalytiker. In: Psyche. 38, 1984, S. 489–515.
- Die Aufhebung von Unbewußtheit in Balint-Gruppen. Ein politisch bedeutsamer Prozeß. In: Supervision. 8, 1985, S. 55–59.
- Feindbilder: Bilder gegen die Angst. In: Anmerkungen aus dem Institut für Politische Psychoanalyse München. 7, 1987, S. 68–84 (auch in Thea Bauriedl 1992, Gewalt).
- Zur Psycho-Ökologie der Gewalt. In: Ch. Rohde-Dachser (Hrsg.): Beschädigungen. Psychoanalytische Zeitdiagnosen. Vandenhoeck & Ruprecht, Göttingen 1992.
- Die Gefahr muß zugänglich bleiben. Zur ethischen Problematik des Umgangs mit radioaktiven Abfällen aus psychoanalytischer Sicht. In: Anmerkungen aus dem Institut für Politische Psychoanalyse München. 10/11, 1993, S. 66–74.
- Psychoanalytische Perspektiven in der Supervision. In: Supervision. 23, 1993, S. 9–35.
- Die Dynamik des sexuellen Mißbrauches. In: KiZ. 1999, S. 62–74.
- Auf der Suche nach den Spuren der Väter. Eine kritische Analyse. In: Thea Bauriedl, Astrid Brundke (Hrsg.): Psychoanalyse in München. Eine Spurensuche. Psychosozial, München 2008, ISBN 978-3-898068499, S. 111–191.